# Сартен, Уильям
Уильям Сартен (англ. William Sartain; 1843—1924) — американский художник, известный мрачным тонализмом своих картин, а также интересами и влияниями, охватившими ориентализм и барбизонский пленэрный подход к искусству.

## Биография
Родился 21 ноября 1843 года в семье филадельфийского печатника и издателя журнала Джона Сартена и его жены Сюзанны Сартен (Susannah Longmate Swaine Sartain). Его сестра — Эмили Сартейн, тоже была художницей и стала директором Филадельфийской школе дизайна для женщин.

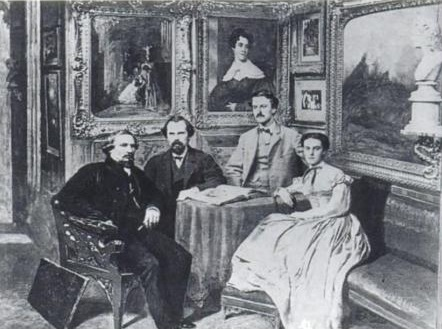
Джон Сартен с детьми: Генри, Уильям и Эмили

Уильям Сартен учился в филадельфийской Центральной средней школе и затем — в Пенсильванской академии изящных искусств с художниками Томасом Икинсом и Чарльзом Фасселлом. Икинс и Сартен путешествовали вместе в 1868 году по Европе. Сартен остался в Париже до 1875 года; в этом же году вернулся в Филадельфию и позже переехал в Нью-Йорк, где открыл собственную студию. Периодически приезжал в Филадельфию, чтобы вести уроки рисования и живописи — этот неформальный класс, преподаваемый за пределами Пенсильванской академии изящных искусств, вдохновил многих молодых художников, которые впоследствии стали знаменитыми.
Его работы находятся в Пенсильванской академии изящных искусств, Художественном музее Филадельфии, Бруклинском музее, Национальном музее американского искусства и в Капитолии США.
Умер 25 октября 1924 года в Нью-Йорке.

Некоторые работы
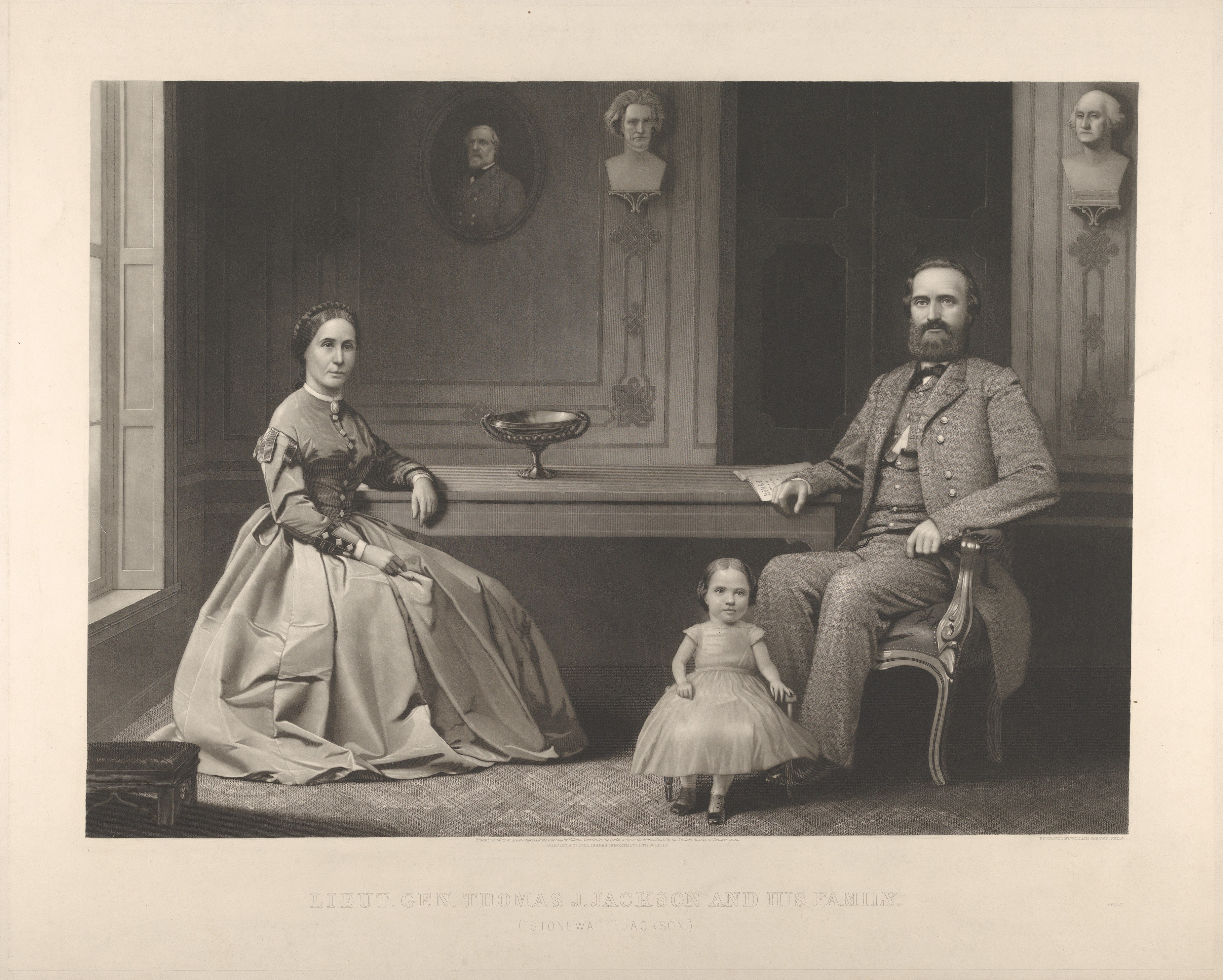
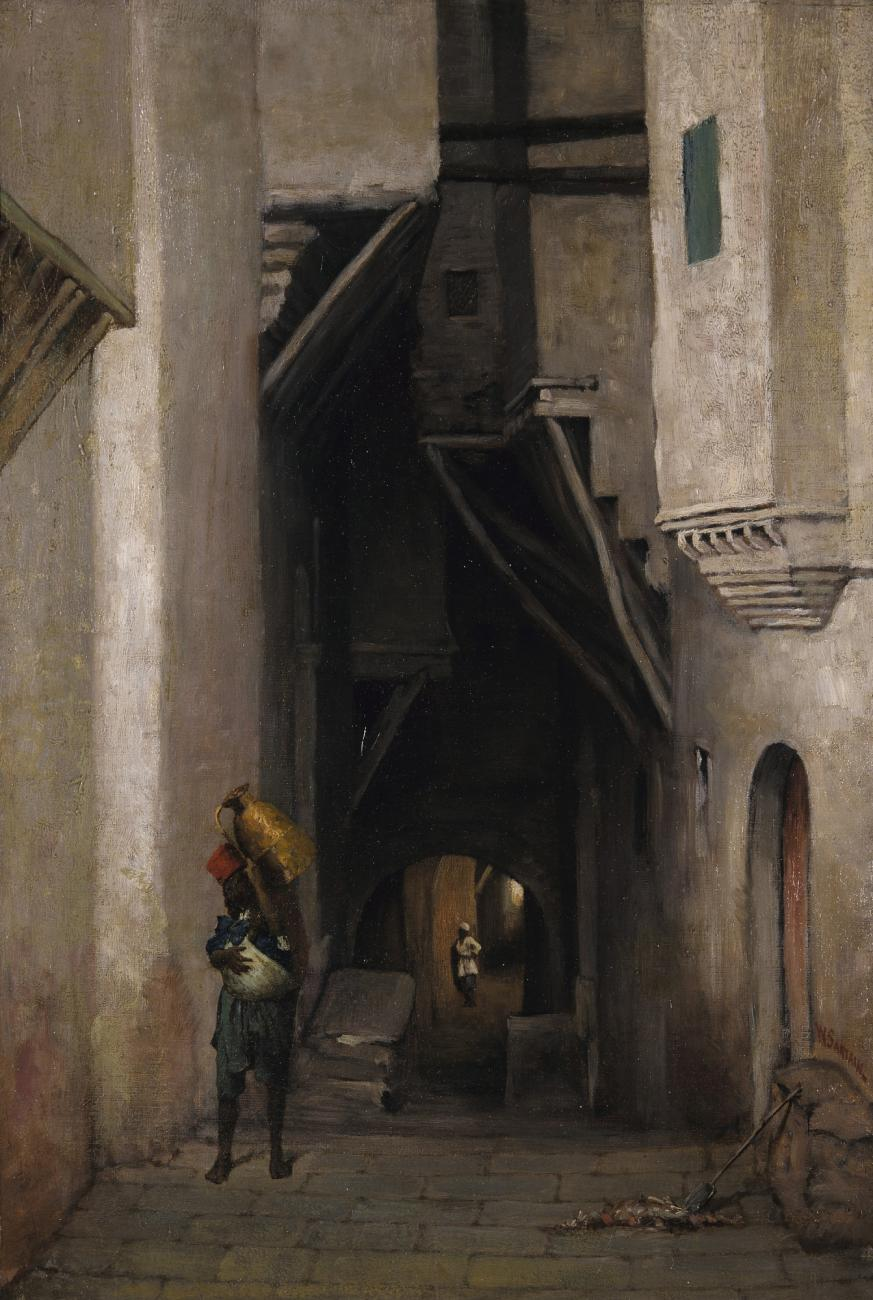
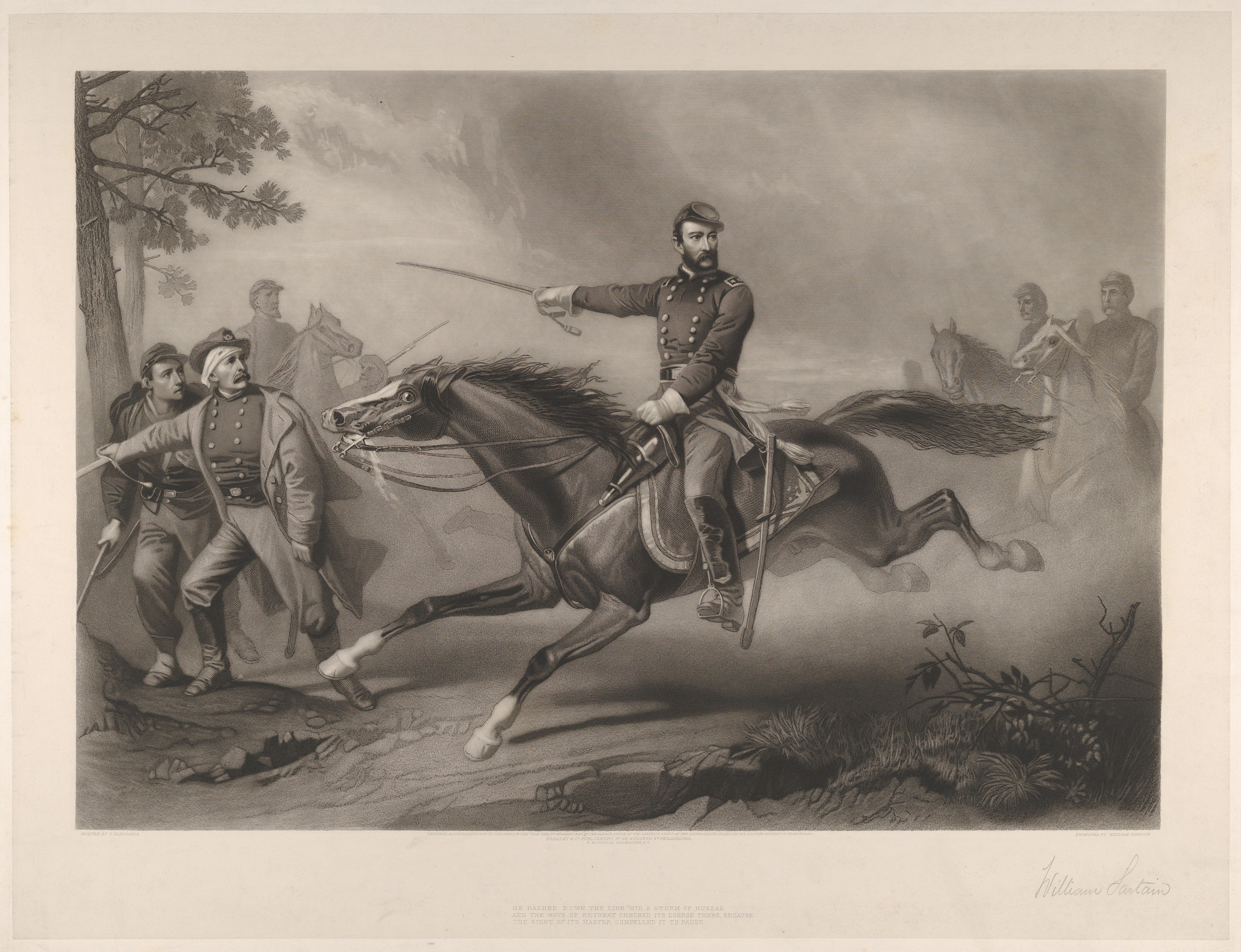